# Thomas Robertson-Aikman
Thomas Stokes George Hugh Robertson-Aikman, född 25 februari 1860 i Leicester, död 18 april 1948 i Hamilton, Skottland, var en brittisk militär och curlingspelare. Han var kapten för det brittiska curlinglaget vid olympiska vinterspelen 1924 i Chamonix.